# فريم (إيران)
فريم (بالفارسية: فریم) هي مدينة تقع في محافظة مازندران شمال إيران. هذه المدينة هي مركز منطقة دودانجه الواقعة في مدينة ساري. يقدر عدد سكانها بـ 180 نسمة .